# Pannuceus fonsecai
Pannuceus fonsecai är en stekelart som beskrevs av Marsh 2002. Pannuceus fonsecai ingår i släktet Pannuceus och familjen bracksteklar. Inga underarter finns listade i Catalogue of Life.